# Grzegorz z Parumali
Grzegorz z Parumali (imię świeckie Geevarghese Pallathattu Thanagattu, ur. 15 czerwca 1848 w Mulunthuruthy, zm. 3 listopada 1902 w Parumali) – duchowny Syryjskiego Kościoła Ortodoksyjnego, w latach 1877-1902 biskup Niranam. Święty Kościołów malankarskiego i syryjskiego.

## Życiorys
Urodził się w małej wiosce niedaleko Koczin, był synem księdza. Na chrzcie otrzymał imię Geevarghese (Jerzy). We wczesnym dzieciństwie stracił matkę i był wychowywany przez kochającą starszą siostrę. Od dzieciństwa był bardzo pobożny, dużo czasu poświęcał na modlitwę i posty. Interesował się również językiem aramejskim. Wykazywał się dużą znajomością hymnów syryjskich, przez co zwrócił na siebie uwagę swojego stryja, księdza Jerzego, który zajął się edukacją bratanka. W 1857 roku, w wieku 9 lat, został wyświęcony na subdiakona, a 8 lat później na diakona. W tym samym roku przyjął święcenia kapłańskie, a 7 kwietnia 1872 złożył śluby zakonne.
W tym samym czasie władze brytyjskie pragnęły narzucić indyjskim chrześcijanom wiarę protestancką. Kiedy doszło do prześladowań stawiających opór malankarskich księży, do Indii przybył patriarcha antiocheński Ignacy Piotr IV. Ksiądz Jerzy jako osoba biegła w języku syryjskim został wyznaczony na tłumacza patriarchy. Niedługo później stał się jego osobistym sekretarzem. 10 grudnia 1876 patriarcha Ignacy wyświęcił księdza Jerzego na biskupa z przybranym imieniem Grzegorz. Jako 28-latek stał się najmłodszym biskupem w Kościele syryjskim. W roku 1877 został mianowany biskupem Niranam. Podczas rządzenia diecezją dał się poznać jako gorliwy duszpasterz. Konsekrował liczne kościoły i założył wiele szkół w różnych częściach chrześcijańskiego regionu Malankara. W 1884, po śmierci biskupa Thumpamonu, został mianowany administratorem tejże diecezji. W 1891 podobny urząd objął w diecezji Kollam. W 1887 biskup Grzegorz wzniósł seminarium duchowne w Parumali. W nowo utworzonej uczelni Grzegorz wykładał język aramejski. Przez cały czas zachowywał wszystkie wyznaczone przez tradycję posty i odmawiał regularnie modlitwy. Angażował się także w pomoc osobom wykluczonym z hinduskiego społeczeństwa (pariasom) i prowadził wśród nich działalność ewangelizacyjną. W 1895 udał się na wymarzoną pielgrzymkę do Jerozolimy. W wieku 54 lat podupadł na zdrowiu. Zmarł 3 listopada 1902 r. w obecności modlących się biskupów i księży. Tuż przed śmiercią wypowiedział ostatnie słowa: Mój Panie. Pogrzeb odbył się następnego dnia w kościele św. Piotra w Parumali. 22 sierpnia 1987 Święty Synod Syromalankarskiego Kościoła Ortodoksyjnego podjął starania o wpisanie Grzegorza do dyptychu i tym samym uznanie go za świętego. 20 grudnia 1987 patriarcha antiocheński Ignacy Zakka I Iwas wydał bullę, w której oficjalnie stwierdził świętość Grzegorza.